# Karl Glitscher
Karl Glitscher (* 2. Juli 1886 in Mühlheim; † 1945) war ein deutscher Physiker und Mitbegründer der Quantenmechanik.

## Ausbildung
Glitscher studierte bei Arnold Sommerfeld an der Ludwig-Maximilians-Universität München. Für seine Dissertation (1917) verglich er mithilfe der Feinstruktur der Spektrallinien Max Abrahams Theorie, der zufolge Elektronen perfekte starre Kugeln mit gleichmäßig über die Oberfläche verteilter Ladung seien, mit der Speziellen Relativitätstheorie.

## Karriere
Glitscher meldete 1930 in Deutschland und 1931 in den USA ein Patent für einen "artificial horizon indicator" für Fahrzeuge und ähnliche Plattformen an, welches er an die Gesellschaft für elektrische Apparate mbH (Gelap) in Berlin-Marienfelde abtrat. Die Gelap wurde 1920 als Tochterfirma von Siemens & Halske (S & H) mit dem Ziel gegründet, die technische Ausstattung des Militärs zu optimieren. Die Gelap fusionierte 1933 mit dem S & H-Flugmotorenwerk zur Siemens Apparate und Maschinen GmbH, welche Kommunikations- und Kommandosysteme für militärische Organisationen und kommerzielle Schifffahrtsunternehmen produzierte.

## Tod
Glitscher kam 1945 bei der Verteidigung Berlins gegen die Rote Armee, bei der er als Scharfschütze eingesetzt wurde, ums Leben.

## Ausgewählte Literatur
- Karl Glitscher: Spektroskopischer Vergleich zwischen den Theorien des starren und des deformierbaren Elektrons. In: Annalen der Physik. Vol. 357, Nr. 6, ISSN 0003-3804, 1917, S. 608–630, doi:10.1002/andp.19173570603.

## Patente
- K. Glitscher US Patent 1.932.210, Berlin-Dauern, Germany, abgetreten an die Gesellschaft für elektrische Apparate mbH, Marienfelde-Berlin, Germany. Der US-Patentantrag wurde am 19. September 1931 unter der Patentnummer 563.799 genehmigt, und in Deutschland am 12. August 1930. (Google Patents, scholar.google.com)